# Lesotho
Il Lesotho (AFI: /leˈsɔto/), ufficialmente Regno del Lesotho (in sotho del sud Muso oa Lesotho, in inglese Kingdom of Lesotho, in passato noto anche come Basotholand o Basutoland, [lɪ'sʊːtʰʊ]), è uno Stato dell'Africa meridionale, uno dei tre regni dell'Africa. È una enclave all'interno del territorio della Repubblica del Sudafrica ed è pertanto uno Stato senza sbocco al mare; condivide il fatto di essere completamente circondato dal territorio di un altro solo Stato come la Città del Vaticano e come la Repubblica di San Marino anche se, diversamente da questi, non è un microstato. Il Lesotho si estende per poco oltre 30000 km² e una popolazione di circa 2 milioni di abitanti. La capitale, nonché maggiore città, è Maseru, mentre la lingua ufficiale è il sotho del sud.
Il nome "Lesotho" è costruito (secondo uno schema tipico delle lingue bantu) dal prefisso le- anteposto alla radice sotho, e significa "la terra del popolo che parla sotho"; l'etnia principale del paese è quella basotho o basuto (ba-sotho, "coloro che parlano sotho"). Lo Stato costituì in passato la colonia della corona britannica del Basutoland, ma dichiarò l'indipendenza dal Regno Unito il 4 ottobre 1966. Oggi è uno Stato sovrano membro delle Nazioni Unite, del Commonwealth delle Nazioni, dell'Unione africana e della Comunità di sviluppo dell'Africa meridionale (SADC). Circa il 40% della popolazione vive con meno di 1,25 dollari statunitensi al giorno.

## Storia
I più antichi abitanti della regione dell'odierno Lesotho, come di gran parte dell'Africa del Sud, furono popolazioni di cacciatori-raccoglitori khoisan. Alcuni esempi della loro pittura rupestre si trovano ancora oggi sulle montagne della zona. L'etnia oggi numericamente predominante, quella oggi nota come basotho o basuto, giunse nell'area in tempi relativamente recenti (primi anni del XIX secolo); si trattava di popolazioni bantu del gruppo Nguni provenienti dai Drakensberg, che si ritirarono verso l'interno per sfuggire all'espansione zulu durante il periodo di sconvolgimenti politici dell'Africa meridionale noto come Mfecane.

### Dominio di Moshoeshoe I (1822-1868)

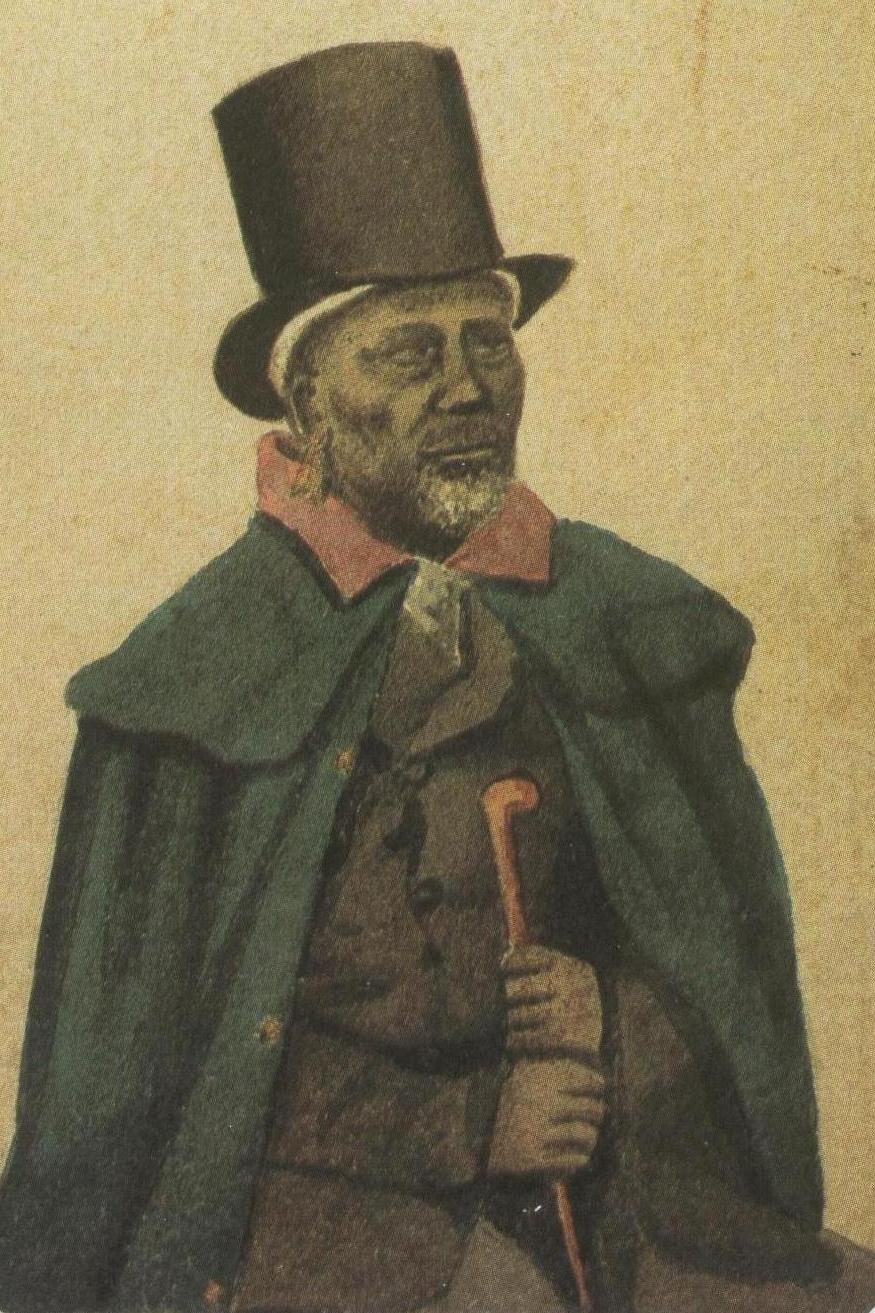
Moshoeshoe I.

Il Lesotho moderno, allora chiamato Basutoland, emerse come singola entità politica sotto il re Moshoeshoe I nel 1822. Moshoeshoe, figlio di Mokhachane, un capo di una tribù minore della discendenza Bakoteli, costituì il proprio clan e divenne capo all'incirca nel 1804. Tra il 1821 e il 1823 lui e i suoi seguaci si insediarono sulla montagna Butha-Buthe, unendosi agli ex avversari in un movimento di resistenza contro il Mfecane associato al regno di Shaka dal 1818 al 1828.
L'ulteriore evoluzione dello stato emerse dai conflitti tra l'Impero britannico e i coloni olandesi che lasciavano la Colonia del Capo a seguito della conquista britannica del 1795, oltre che dalla Sovranità del Fiume Orange e dal successivo Stato Libero dell'Orange, I missionari Thomas Arbousset, Eugène Casalis e Constant Gosselin della Missione Evangelica di Parigi, invitati da Moshoeshoe I, si insediarono a Morija, sviluppando l'ortografia del sotho del sud tra il 1837 e il 1855. Casalis, agendo da traduttore e consigliere sugli affari esteri, aiutò nel costruire canali diplomatici e acquisire armi da utilizzare contro gli invasori europei e il popolo Griqua.
I Trekboer della Colonia del Capo arrivarono ai confini occidentali del Basutoland e ne reclamarono le terre; il primo di questi fu Jan de Winnaar, che si insediò a Matlakeng nel maggio-giugno 1838. I boeri in arrivo tentarono di colonizzare la terra tra i due fiumi e anche a nord del fiume Caledon, sostenendo che era stato abbandonato dal popolo dei Sotho. Moshoeshoe di conseguenza firmò un trattato con il governatore britannico della Colonia del Capo, Sir George Thomas Napier, che annesse la Sovranità del Fiume Orange dove si erano insediati diversi boeri, che vennero soppressi con una breve schermaglia nel 1848.
Nel 1851 un drappello del Regno Unito fu sconfitto dall'esercito del Basotho a Kolonyama, provocando una guerra imbarazzante per i britannici. Dopo aver respinto un altro attacco britannico nel 1852, Moshoeshoe lanciò un appello al comandante britannico e la disputa venne risolta diplomaticamente. Nel 1854 i britannici si ripresero la regione, e nel 1858 Moshoeshoe combatté una serie di guerre con i boeri in quella che è nota come guerra del sotho. Di conseguenza, Moshoeshoe perse una grande porzione dei territori occidentali. L'ultima guerra con i boeri terminò nel 1867 quando Moshoeshoe si appellò alla regina Vittoria, che acconsentì nel 1868 a rendere il Basutoland un protettorato britannico.

### Dominio britannico (1869-1966)
Nel 1869 il Regno Unito firmó un trattato ad Aliwal North con i boeri e definirono i confini del Basutoland. Questo trattato ridusse effettivamente il regno di Moshoeshoe a metà della sua precedente estensione, cedendo gli ex territori occidentali.
A seguito della cessione del 1869, il Regno Unito trasferì le funzioni dalla capitale di Moshoeshoe a Thaba Bosiu a un campo di polizia nel confine nord-occidentale, Maseru, finché l'amministrazione del Basutoland fu trasferita alla fine alla Colonia del Capo nel 1871. Moshoeshoe morì l'11 marzo 1870, segnando la fine dell'era tradizionale e l'inizio dell'era coloniale del Basutoland. Fu sepolto a Thaba Bosiu.
Nel periodo della Colonia del Capo, tra il 1871 e il 1884, il Basutoland fu trattato in maniera simile agli altri territori che erano stati annessi forzosamente, il che condusse alla guerra delle armi del 1880-1881.
Nel 1884 il territorio divenne una colonia della Corona con il nome di Basutoland, e con Maseru come capitale. Rimase sotto diretto controllo di un governatore, anche se gli effettivi poteri interni erano esercitati dai capi tribù. Nel 1905 fu costruita una linea ferroviaria per collegare Maseru alla rete ferroviaria del Sudafrica.
Dopo il 1910 il Basutoland divenne parte del Dominion del Sudafrica, in cui la colonia venne inclusa. Il Lesotho comunque non divenne mai parte del Sudafrica, anche grazie alla sua compattezza territoriale ed etnica.

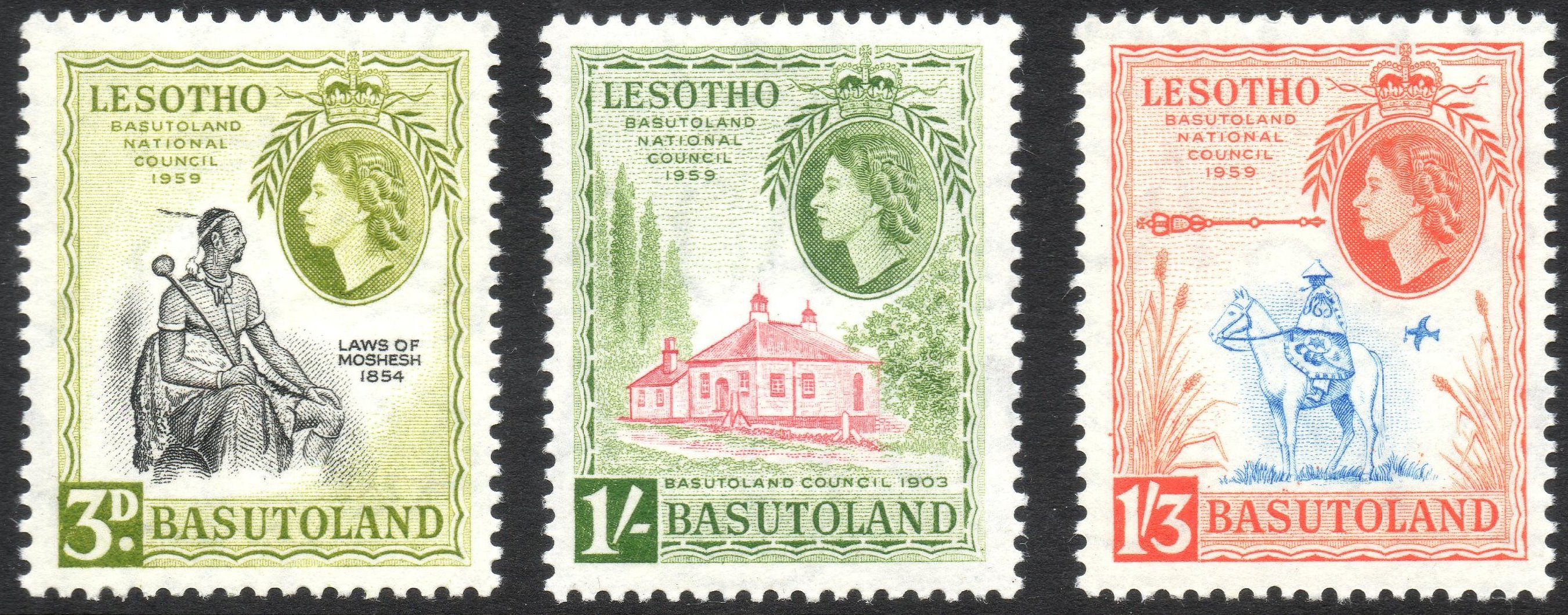
Francobolli del 1959 del Consiglio Nazionale del Basutoland

### Indipendenza (dal 1966)
Il Basutoland ottenne l'indipendenza dal Regno Unito e divenne il Regno del Lesotho nel 1966.
Nel gennaio 1970 il Partito Nazionale del Basotho (BNP) al governo perse le prime elezioni post-indipendenza, con 23 seggi contro il Partito del Congresso del Basotho (BCP) con 36 seggi. Il Primo Ministro Leabua Jonathan rifiutò di cedere il potere al BCP, dichiarandosi invece Tona Kholo (in sotho: primo ministro) e imprigionando la leadership del BCP.
Il BCP diede inizio a una ribellione e ricevette sostegno dalla Libia per l'Esercito di Liberazione del Lesotho (LLA), fingendo di essere soldati dell'Esercito di Liberazione Popolare dell'Azania del Congresso Panafricano (PAC). Privati delle armi e del sostentamento dalla fazione Sibeko nel 1978, il LLA venne aiutato dalla base della Tanzania con l'assistenza di un ufficiale maoista del PAC, e si impegnarono in una guerriglia con pochissime armi di tipo non moderno. La principale forza fu sconfitta nel Lesotho del nord, e vi furono episodi di guerriglie anche successive che furono però inefficaci. La campagna fu compromessa in modo serio quando il leader del BCP Ntsu Mokhehle andò a Pretoria. All'inizio degli anni 1980, diversi abitanti del Basotho che simpatizzavano con gli esiliati del BCP furono minacciati di morte e posti sotto attacco dal governo di Leabua Jonathan. Il 4 settembre 1981 fu attaccata la famiglia di Benjamin Masilo e nell'attacco il nipote di 3 anni morì. Esattamente quattro giorni dopo Edgar Mahlomola Motuba, l'editore del giornale popolare Leselinyana la Lesotho, fu rapito a casa sua insieme a due amici e fu ucciso.
Il BNP governò dal 1966 al gennaio 1970. Ciò che seguì fu un governo de facto diretto da Leabua Jonathan fino al 1986, quando un colpo di Stato militare lo costrinse a lasciare il potere. Il Consiglio Militare di Transizione che salì al potere assegnò il potere esecutivo a Moshoeshoe II, che fino ad allora era stato un monarca con ruolo cerimoniale. Nel 1987 il re fu costretto all'esilio dopo la scoperta di un memorandum di sei pagine su come egli desiderava che la costituzione del Lesotho fosse, e che mostrava il suo desiderio di avere più potere esecutivo rispetto a quanto gli era stato assegnato originariamente dal governo militare. Al suo posto salì al trono il figlio Letsie III.

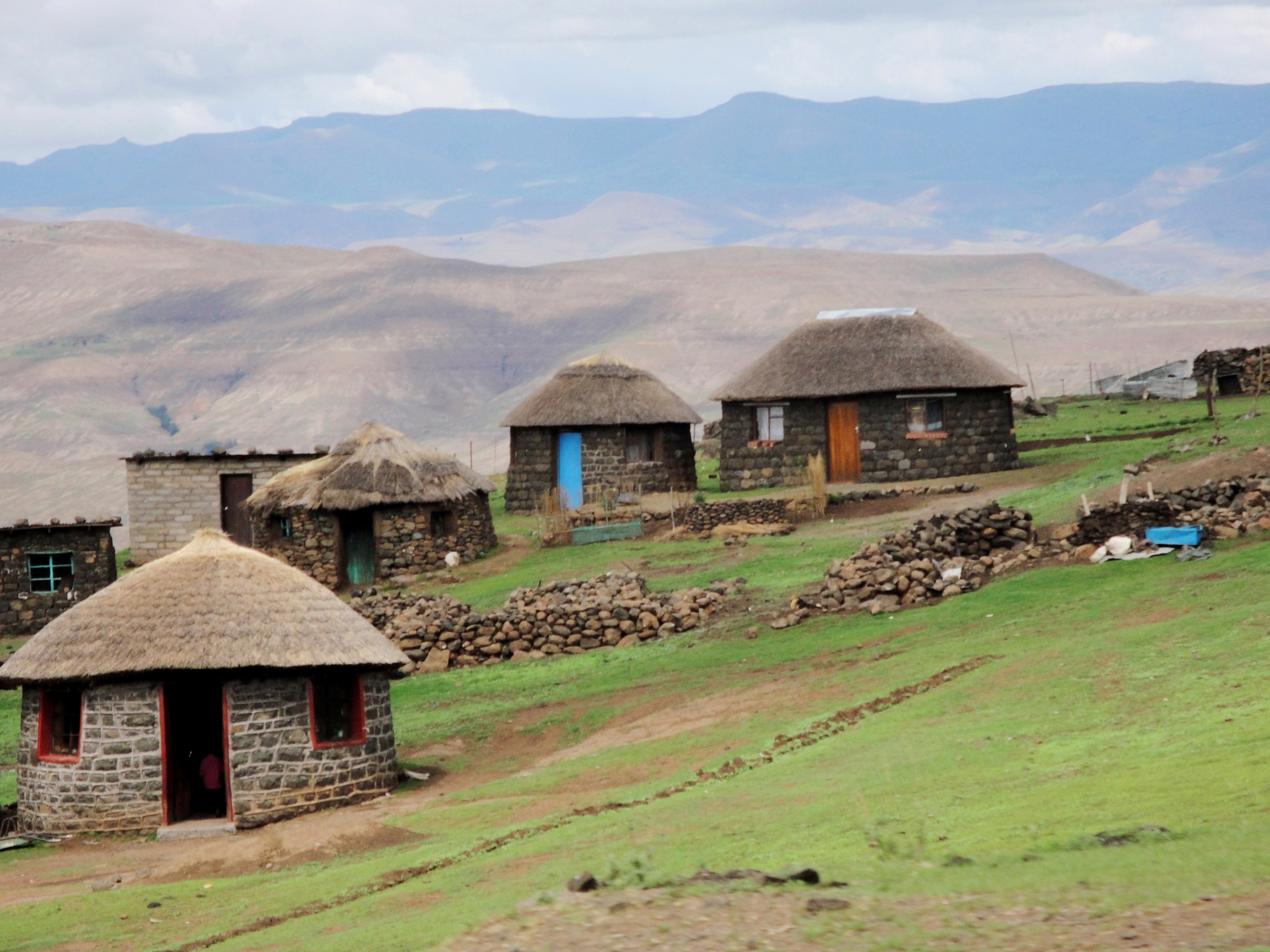
Villaggio di montagna del Lesotho

Il presidente della giunta militare, il generale maggiore Justin Lekhanya, fu estromesso nel 1991 e venne sostituito dal generale maggiore Elias Phisoana Ramaema, che passò il potere a un governo del BCP eletto democraticamente nel 1993. Moshoeshoe II tornò dall'esilio nel 1992 come cittadino ordinario, e dopo il ritorno della democrazia, Letsie III provò senza successo a persuadere il governo del BCP a far tornare il padre Moshoeshoe II sul trono come Capo di Stato.
Nell'agosto 1994 Letsie III organizzò un colpo di Stato spalleggiato dai militari, che deposero il governo del BCP, dopo che il governo del BCP aveva rifiutato di riportare Moshoeshoe II sul trono, secondo la costituzione del Lesotho. Il nuovo governo non ricevette pieno riconoscimento internazionale e gli stati membri della Comunità di sviluppo dell'Africa meridionale (SADC) iniziarono negoziati per riportare il BCP al governo. Una delle condizioni di Letsie III era che il padre fosse posto nuovamente sul trono. Dopo i negoziati, il governo del BCP tornò in carica e Letsie III abdicò in favore del padre nel 1995. Letsie tornò comunque sul trono l'anno successivo, il 15 gennaio 1996, quando Moshoeshoe II morì a 75 anni in un incidente stradale su una strada di montagna. Secondo un comunicato del governo, Moshoeshoe si era recato in visita al proprio bestiame a Matsieng e stava rientrando a Maseru attraverso i monti Maloti, quando l'auto uscì di strada.
Nel 1997 il BCP al governo si divise sulle dispute per la leadership. Il Primo ministro Ntsu Mokhehle formò un nuovo partito, il Congresso del Lesotho per la Democrazia (LCD), e fu seguito dalla maggioranza dei membri del Parlamento, il che lo autorizzò a formare un nuovo governo. Pakalitha Mosisili successe a Mokhehle come leader del partito, e il LCD vinse le elezioni generali del 1998. Nonostante le elezioni fossero state definite libere ed eque dagli osservatori locali e internazionali, i partiti politici di opposizione non accettarono i risultati.
Le proteste dell'opposizione si intensificarono, culminando in una manifestazione pacifica fuori dal palazzo reale nell'agosto 1998. I dettagli precisi di ciò che seguì non sono condivisi, né in Lesotho né in Sudafrica. Mentre la Botswana Defence Force fu salutata con favore, le tensioni con le truppe della South African National Defence Force erano alte, e portarono a combattimenti. Incidenti e rivolte sporadiche si intensificarono quando le truppe sudafricane issarono una bandiera sudafricana sul palazzo reale. Al momento del ritiro delle forze del SADC nel maggio 1999, gran parte della capitale Maseru era in rovina, e i capoluoghi provinciali meridionali di Mafeteng e Mohale's Hoek avevano perso oltre un terzo delle proprie aree residenziali. Molti sudafricani e basotiani morirono nei conflitti.
Nel dicembre 1998 fu creata l'Autorità Politica ad Interim (IPA), con l'incarico di rivedere la struttura elettorale della nazione. L'IPA previde un sistema elettorale proporzionale per garantire che l'opposizione fosse rappresentata all'Assemblea Nazionale. Il nuovo sistema mantenne gli 80 seggi dell'Assemblea, ma aggiunse 40 seggi assegnati su base proporzionale. Questo nuovo sistema fu utilizzato nel maggio 2002, quando LCD vinse ancora ottenendo il 54% dei voti. Per la prima volta, tuttavia, i partiti politici di opposizione ottennero un numero significativo di seggi, e nonostante alcune irregolarità e minacce di violenza da parte del Generale Maggiore Lekhanya, il Lesotho visse le sue prime elezioni pacifiche.
Nel Lesotho nacque l'African National Congress, partito che proprio in questo paese addestrò i guerriglieri per la lotta anti-Apartheid. Il 30 agosto 2014 ci fu un fallito colpo di Stato militare, che costrinse l'allora primo ministro Thabane ad abbandonare brevemente il paese per rifugiarsi in Sudafrica. Il 19 maggio 2020 Tom Thabane lasciò ufficialmente la carica di Primo ministro del Lesotho, a seguito di mesi di pressioni dopo che fu sospettato dell'omicidio della sua ex moglie.

## Geografia

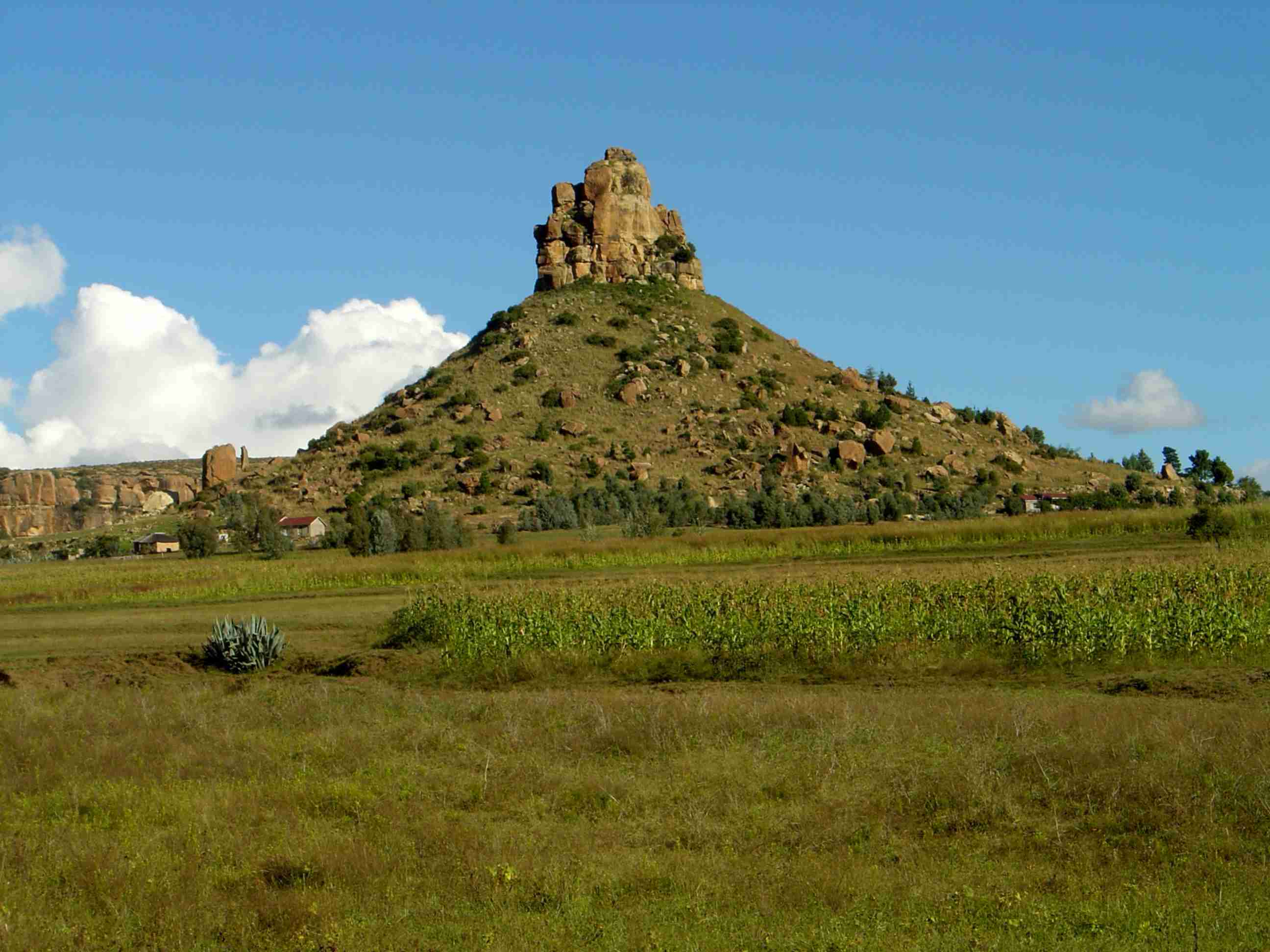
Qiloane, Lesotho

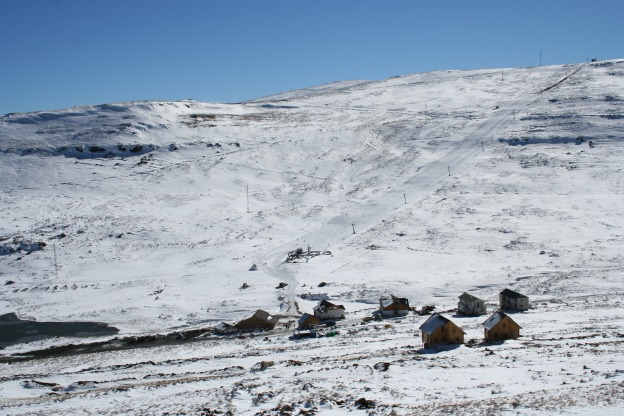
Il resort di Afriski sui monti Maloti del Lesotho

Il Lesotho si estende per 30355 km² ed è l'unico stato indipendente nel mondo a trovarsi interamente sopra quota 1000 metri (il punto meno elevato è a 1400 metri, mentre l'80% del Paese si trova sopra i 1800 metri). La nazione costituisce una enclave del Sudafrica, si tratta dello stato senza sbocco al mare più meridionale del mondo ed è collocato in mezzo al sistema montuoso dei Monti dei Draghi, la principale catena montuosa dell'Africa meridionale. Il Paese sorge tra il 28º e il 31º parallelo sud e tra il 27º e il 30º meridiano est. Circa il 12% del Lesotho è costituito da terreno coltivabile, anche se queste terre sono soggette all'erosione del suolo, e si stima che 40 milioni di tonnellate di terreno vengano perse ogni anno a causa dell'erosione.

### Clima
A causa dell'altitudine, il Lesotho rimane fresco per tutto l'anno rispetto ad altre regioni alla stessa latitudine. Molte delle piogge si verificano in estate tramite temporali. Maseru e le aree circostanti raggiungono spesso i 30 °C in estate, mentre gli inverni possono essere molto freddi, raggiungendo i −7 °C, fino a −18 °C sulle alture, su cui è comune la neve tra maggio e settembre, anche se sui picchi più elevati questa è presente tutto l'anno. Le piogge sono altamente variabili a seconda del momento e del luogo: nonostante la limitata estensione del Lesotho, le precipitazioni annuali possono variare dai 500 mm in un'area, fino ai 1200 mm in un'altra area a causa dell'elevazione. La stagione estiva, che si estende da ottobre fino ad aprile, subisce la maggior parte delle precipitazioni, mentre da dicembre a febbraio la maggior parte del territorio non vede oltre 100 mm di pioggia. Il minore valore di precipitazioni nel Lesotho avviene a giugno quando cadono meno di 15 mm al mese in quasi tutte le regioni.

### Siccità
Le siccità periodiche hanno seri effetti sulle popolazioni rurali del Lesotho, dato che molte persone che vivono al di fuori delle aree urbane si sostentano con l'agricoltura di piccola scala o sull'allevamento. La siccità in Lesotho è addirittura aggravata dalle cattive pratiche agricole. Il CIA World Factbook elenca le siccità periodiche nella sezione "rischi naturali" della sezione del Lesotho della pubblicazione.
Nel 2007 il Lesotho subì la peggiore siccità dei precedenti 30 anni, e le Nazioni Unite consigliarono di dichiarare lo stato di emergenza per ottenere aiuti dalle organizzazioni internazionali. Il clima e le precarie condizioni della popolazione causano ancora questo tipo di problemi nel Lesotho oggigiorni; il Famine Early Warning Systems Networ ha riportato recentemente che la stazione delle piogge del 2018/2019 non solo è iniziata un mese dopo il normale, ma ha anche portato meno acqua della media. Inoltre, i dati della Climate Hazards Group InfraRed Precipitation Station (CHIRP) mostrano che le precipitazioni nel Lesotho tra l'ottobre 2018 e il febbraio 2019 si sono verificate tra il 55% e l'80% dei normali tassi.
Nel marzo 2019 il Lesotho Vulnerability Assessment and Analysis Committee produssero un rapporto secondo il quale 487 857 persone nel Paese necessitavano di assistenza umanitaria a causa degli effetti della siccità.
Vi sono diverse motivazioni per le quali la siccità nel Lesotho ha portato alla necessità di assistenza umanitaria: le precarie condizioni igieniche risultanti dalla mancanza di acqua pulita possono causare casi di febbre tifoide e diarrea. La mancanza di acqua porta anche indirettamente a un rischio per le donne e ragazze che solitamente prelevano l'acqua per il consumo domestico, dato che devono viaggiare o spostarsi per distanze maggiori correndo il rischio di essere aggredite fisicamente o sessualmente. La siccità porta anche alla migrazione verso aree urbane e verso il Sudafrica. Il rapporto ha anche evidenziato che tra il luglio 2019 e il giugno 2020, 640 000 persone nel Lesotho sarebbero state affette da mancanza di cibo a causa dei raccolti improduttivi e del conseguente aumento dei prezzi a causa della siccità.

### Flora e fauna

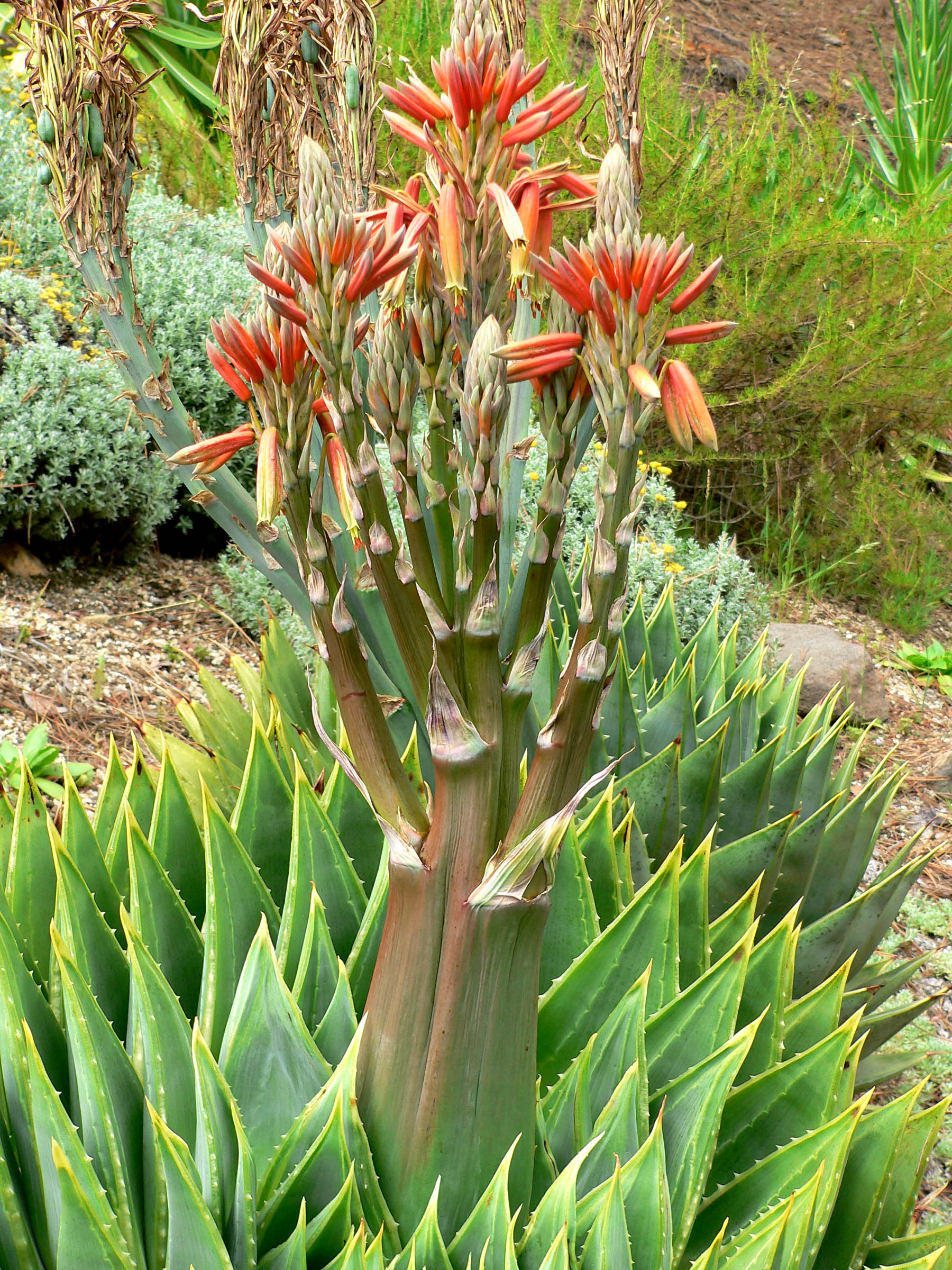
Aloe polyphylla

In Lesotho vi sono 339 specie di uccelli, incluse 10 specie a rischio globale e due specie introdotte, 17 specie di rettili inclusi gechi, serpenti e lucertole, e 60 specie di mammiferi endemiche del Lesotho, tra cui il criceto dalla coda bianca, in pericolo di estinzione.
La flora del Paese è di tipo alpino, a causa dell'ambiente montagnoso ed elevato in termini di altitutine. Il Katse Botanical Gardens ospita una collezione di piante medicinali e ha una consistente banca di semi provenienti dall'area del fiume Malibamat'so.

## Popolazione

### Demografia

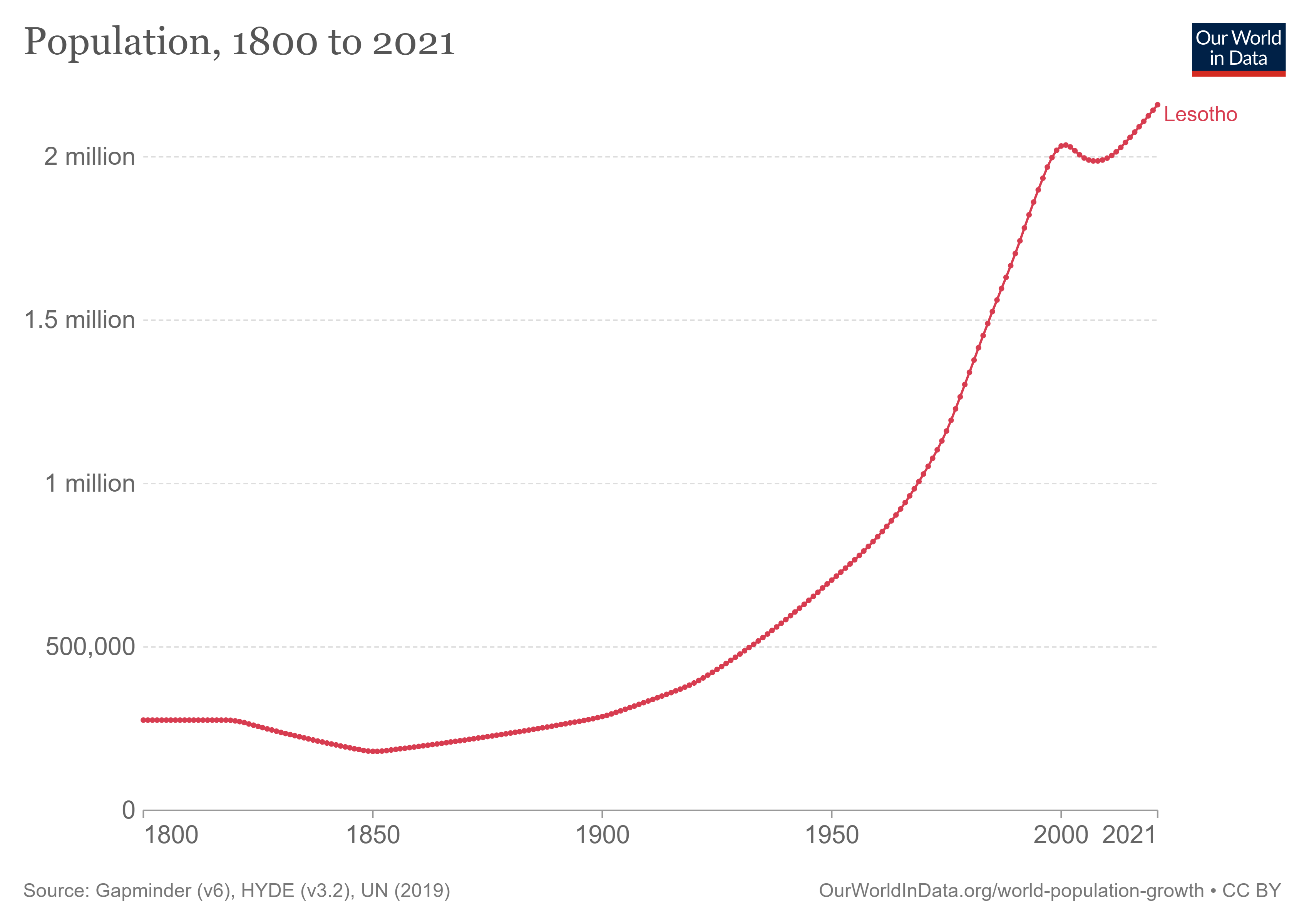
Evoluzione storica della popolazione del Lesotho, fonte FAO

Il Lesotho ha una popolazione di circa 2 108 328 persone; la popolazione dello stato è per il 25% urbana e per il 75% rurale, ma le stime annuali sono di crescita della popolazione urbana del 3,5%. La densità di popolazione è più bassa sulle alture rispetto alle pianure occidentali. Nonostante la maggioranza della popolazione (il 60,2%) sia tra i 15 e i 64 anni, il Lesotho ha una popolazione relativamente giovane, che ammonta a circa il 34,8%.

### Etnie e lingue
L'etnia predominante del paese, con la quale si identifica circa l'80% della popolazione, è quella dei Basotho, etnia del gruppo bantu-Nguni, suddivisa in due gruppi principali: Basotho del nord e Basotho del sud. Tra i sottogruppo dei Basotho ci sono i Bafokeng (totems: phoka (rugiada), mutla (lepre)), i Batloung (totem: tlou (elefante)), i Baphuthi (totem: phuthi), i Bakuena (totem: kuena (coccodrillo)), i Bataung (totem: tau (leone)), i Batšoeneng (totem: tšoene) e i Matebele. Il Lesotho è una delle poche nazioni dell'Africa subsahariana che sono effettivamente stati-nazione con un singolo gruppo culturale etnico dominante; i confini della maggior parte delle nazioni africane sub-sahariane furono tracciati dalle potenze coloniali e non corrispondono ai confini etnici o pre-coloniali. La seconda etnia del paese è quella zulu (anch'essa del gruppo bantu), che comprende circa il 18% della popolazione. Il rimanente 2,0% è costituito da piccole comunità di altre etnie (bantu, inglesi, boeri, indiani e gruppi di origine mista inglese-bantu e inglese-indiana).
Le lingue ufficiali sono il sotho del sud e l'inglese. Abbastanza comuni sono anche lo zulu e l'afrikaans.

### Religione

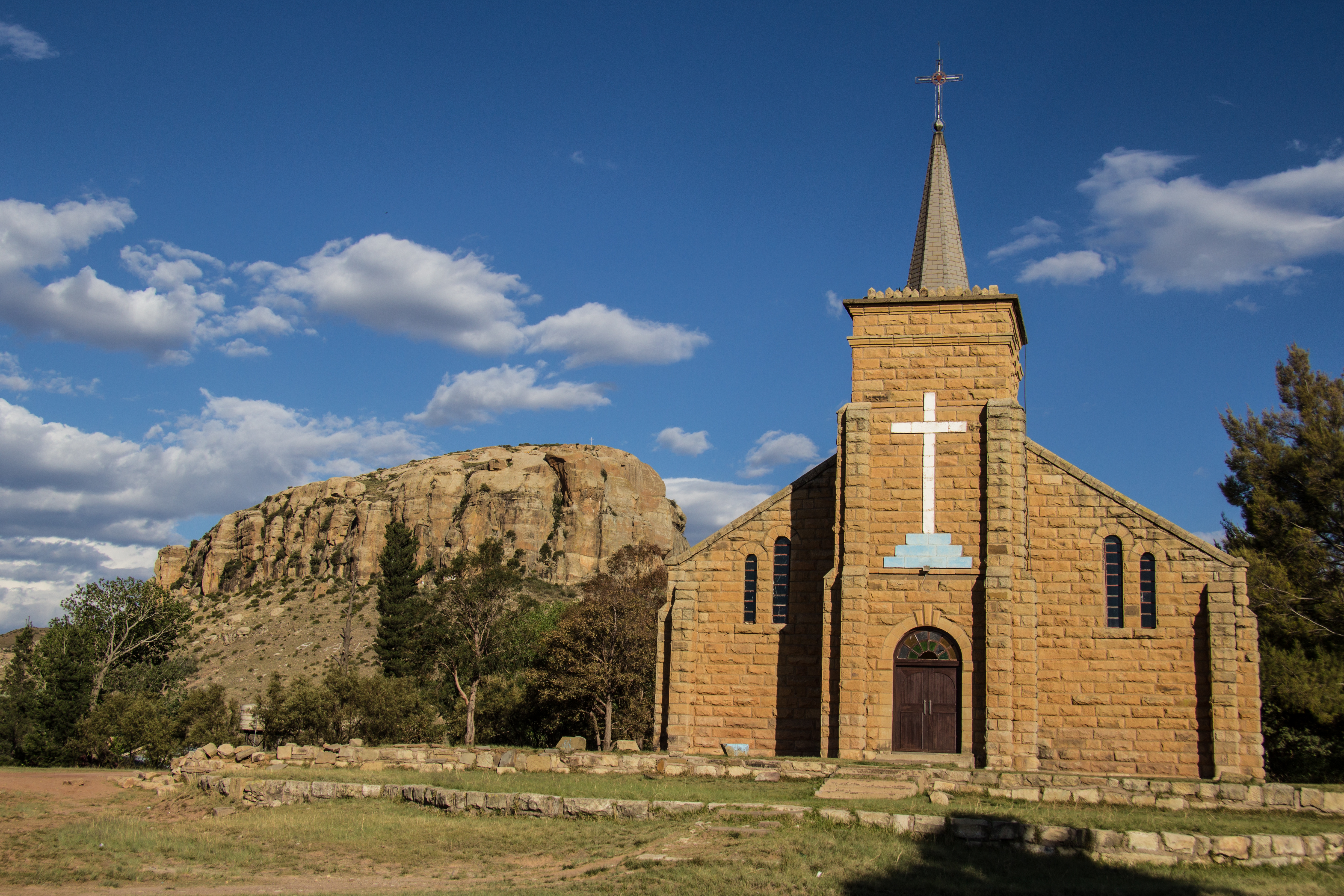
La cattedrale di San Michele

La popolazione del Lesotho è cristiana al 95%. I protestanti sono circa il 50% della popolazione: gli evangelicali il 17,5%, gli anglicani il 7,5%, i pentecostali il 21,9% e gli altri protestanti ammontano al 8,5%. I cattolici sono circa il 40% della popolazione totale e fanno riferimento all'arcidiocesi di Maseru e alle sue tre suffraganee (le diocesi di Leribe, Mohale's Hoek e Qacha's Nek), che formano anche la conferenza episcopale nazionale. Le religioni non cristiane rappresentano solo l'1,5% della popolazione; i non religiosi sono il 3,5%.

### Istruzione

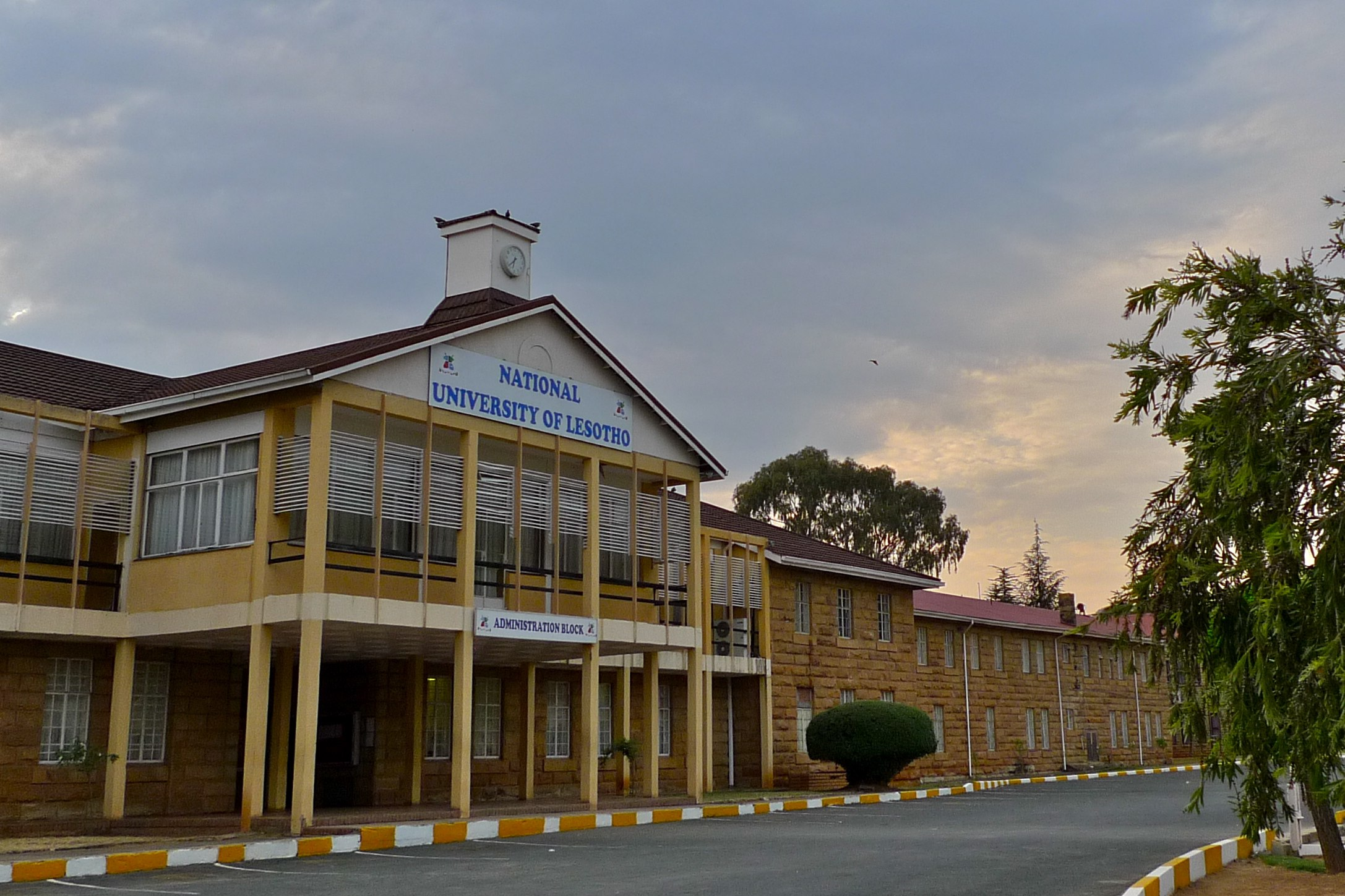
L'Università Nazionale del Lesotho

Secondo recenti stime, l'85% delle donne e il 68% degli uomini sopra i 15 anni sono alfabetizzati, il che rende lo stato uno dei più alfabetizzati dell'Africa, in parte anche per il fatto che il Lesotho investe oltre il 12% del proprio PIL in istruzione. Diversamente da quasi tutti gli altri Paesi, nel Lesotho l'alfabetizzazione femminile (84,93%) supera quella maschile (67,75%) del 17,18%. Nonostante l'istruzione non sia obbligatoria, il governo implementa un programma incrementale per l'istruzione primaria gratuita.
Nonostante l'alfabetizzazione, gli abitanti del Lesotho faticano ad accedere ai servizi vitali, come la sanità, i trasporti e le risorse educative, e, secondo l'Unione internazionale delle telecomunicazioni, solo il 3,4% della popolazione utilizza internet. Econet Telecom Lesotho ha aumentato l'accesso del Paese alla posta elettronica tramite smartphone e di conseguenza è migliorato l'accesso alle informazioni educative. L'African Library Project opera per fondare scuole e biblioteche nei villaggi, in collaborazione con gli US Peace Corps Lesotho e con il Dipartimento dell'Educazione di Butha Buthe. La più antica università del Paese è l'Università Nazionale del Lesotho, istituita nel 1945.

## Ordinamento dello Stato
Il Lesotho è una monarchia parlamentare. Il potere esecutivo è esercitato attraverso un governo guidato dal primo ministro ma soggetto all'autorità del parlamento; il re del Lesotho, Letsie III, ricopre una carica puramente cerimoniale: non possiede più alcuna autorità esecutiva e gli è proibito partecipare attivamente alle iniziative politiche.
Nell'Assemblea nazionale, la camera bassa del Parlamento, siedono membri eletti (in partiti riconosciuti dallo Stato), alti gradi militari, capi tribali e rappresentanti delle minoranze etniche.
La camera alta del Parlamento, chiamata Senato, è composta dai 22 capi tribù principali, la cui carica è ereditaria, oltre che da 11 persone nominate dal re su consiglio del Primo ministro.
La Costituzione prevede un sistema giudiziario indipendente, al cui capo è il re, costituito da Alta Corte, Corte di Appello, Corte dei Magistrati e tribunali tradizionali, che si trovano principalmente nelle aree rurali. Tutti i giudici della Corte di Appello, tranne uno, sono giuristi del Sudafrica. Non vi sono processi con giuria, ma i giudici emettono le sentenze da soli o, nei casi di processi criminali, con due altri giudici come osservatori.
La Costituzione protegge anche le libertà civili di base, tra cui la libertà di parola, la libertà di associazione, la libertà di stampa, la libertà di assemblea e la libertà di religione. Il Lesotho si è posizionato 12° sui 48 stati africani sub-sahariani nell'Ibrahim Index of African Governance.
Nel 2010 il People's Charter Movement chiese l'annessione del Paese al Sudafrica a causa dell'epidemia di HIV, alla quale circa un quarto della popolazione è positiva. La nazione soffre anche di alta disoccupazione, collasso economico, valuta debole e limitati documenti di viaggio, che impediscono il movimento. Un rapporto dell'Unione africana invocò l'integrazione economica del Lesotho nel Sudafrica, senza suggerirne l'annessione. Nel maggio 2010 il Charter Movement produsse una petizione all'Alto commissario sudafricano chiedendo l'integrazione. Il portavoce degli affari interni del Sudafrica Ronnie Mamoepa rigettò l'idea che il Lesotho avrebbe dovuto essere trattato come caso speciale.

### Suddivisione amministrativa
Il Lesotho è amministrativamente suddiviso in 10 distretti, a loro volta suddivisi in 80 circoscrizioni divise in 129 comunità locali.
- Berea
- Butha-Buthe
- Leribe
- Mafeteng
- Maseru
- Mohale's Hoek
- Mokhotlong
- Qacha's Nek
- Quthing
- Thaba-Tseka

### Città principali
- Maseru (capitale)

## Salute
La mortalità infantile è circa dell'8,3%. Ci sono 5 medici per 100 000 persone e l'aspettativa di vita nel 2016 era di 51 anni per gli uomini e 55 per le donne. Nel 2019 era divenuta di 52 anni per uomini e donne.
Nel 2018 il Lesotho aveva un tasso di prevalenza dell'HIV del 23,6%, il secondo valore più alto del mondo, dopo eSwatini.
La nazione ha il più alto tasso di incidenza della tubercolosi del mondo.

## Economia

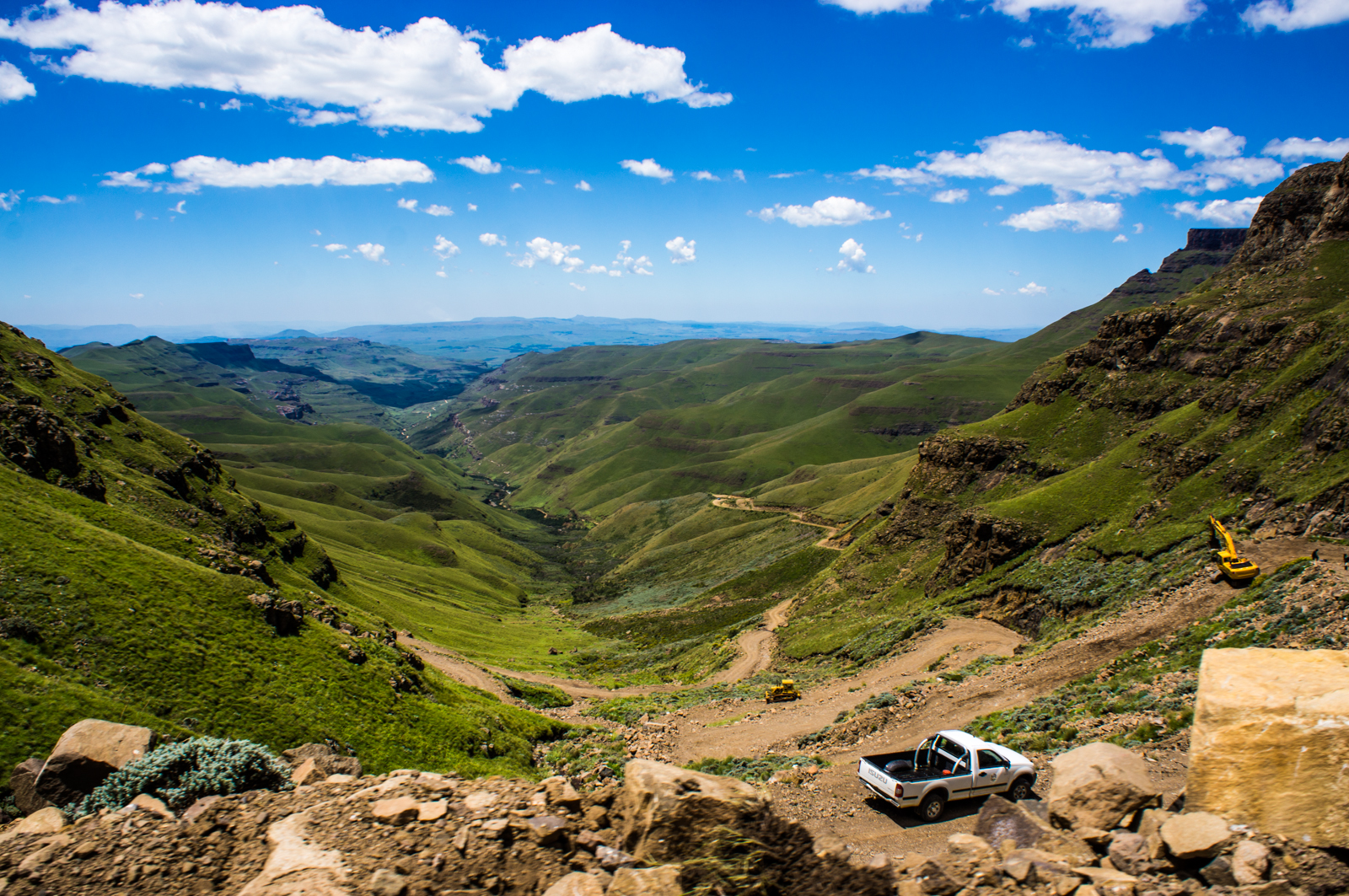
Sani Pass, sul confine, è una popolare attrazione turistica

Il Lesotho è geograficamente circondato dal Sudafrica ed economicamente ne è integrato. Con un PIL (PPA) di 7 448 milioni di dollari USA, pari a 3 868 dollari USA pro capite (2017), è uno dei paesi meno sviluppati del mondo. L'economia dello stato è basata sull'agricoltura, sull'allevamento, la manifattura e l'estrazione e dipende pesantemente dai flussi di denaro provenienti dalle rimesse dei lavori all'estero e dalla Southern African Customs Union (SACU). La maggior parte delle famiglie vive di allevamento e agricoltura, mentre gli impieghi più diffusi sono costituiti dall'abbigliamento, dove sono impiegate perlopiù donne, oltre al lavoro dei migranti uomini, principalmente verso le miniere del Sudafrica per diversi mesi l'anno; altra fonte di impiego è il settore pubblico. Le pianure occidentali costituiscono la principale zona dove si sviluppa l'agricoltura, e il 50% delle persone si sostiene grazie alle coltivazioni e agli animali, con circa i due terzi degli abitanti del Lesotho che vivono sul settore dell'agricoltura in generale. La terra coltivabile supera di poco il 10% di quella totale e la coltura dominante è quella del mais. L'allevamento, molto diffuso, è sufficientemente sviluppato e può contare sull'ingente presenza di bovini e ovini; la presenza di ottimi prati e pascoli favoriscono questo settore economico.
Il settore secondario può contare quasi solo sull'attività estrattiva, vista la presenza di miniere di diamanti. Va detto, tuttavia, che l'attività estrattiva è sottodimensionata nonostante la presenza di diamanti, uranio e altri metalli. Questo a causa della misera paga destinata ai minatori, che preferiscono lavorare oltreconfine per poi mandare a casa rimesse consistenti. Del settore tessile si sono, invece, impadroniti i cinesi. Il Lesotho ha già raggiunto completamente la autosufficienza idrica ed energetica, ed è in condizione di vendere acqua ed energia elettrica al Sudafrica. Nel 1986 nacque il Lesotho High-lands Water Project in seguito al quale il paese approvvigiona d'acqua il Sudafrica, dietro pagamento di diritti. In meno di dieci anni, dal 1994 al 2004 le acque di alcuni affluenti dell'Orange furono irregimentate da dighe e vi sarebbero progetti per la creazione di altre tre.
La percentuale di persone che vivono sotto la parità di potere d'acquisto di 1,25 dollari al giorno è scesa dal 48% al 44% dal 1995 al 2003. La nazione si colloca tra quelle a "basso sviluppo umano" (160ª posizione su 187 dell'Indice di sviluppo umano), classificata dall'UNDP, e la speranza di vita è di 52 anni alla nascita. L'alfabetizzazione è dell'82% e tra i bambini sotto i cinque anni, il 20% è sottopeso.
Il turismo potrebbe cavalcare il rilancio nazionale: parchi nazionali, canyon, highlands con migliaia di specie di piante rare, pitture rupestri, il villaggio di Kome, con le tipiche abitazioni ricavate nella roccia, impianti sciistici all'avanguardia (Afriski).
La situazione sociale è precaria: vengono a testimonianza di questo dato l'elevatissima mortalità infantile, che raggiunse il 7,9% nel 2003, e la speranza di vita che si attesta a 52 anni. L'emergenza sanitaria è aggravata dalla diffusissima denutrizione.
Il tasso di propagazione del morbo HIV è tra i più alti del pianeta. Nel 2005 il governo organizzò una giornata di screening obbligatorio per tutti gli abitanti al di sopra dei 12 anni, ma il fenomeno è ancora in espansione.
Il Lesotho ha beneficiato dell'African Growth and Opportunity Act (AGDA) per divenire il maggior esportatore di indumenti verso gli Stati Uniti d'America dall'Africa sub-sahariana. I marchi statunitensi che importano dal Lesotho sono Foot Locker, Gap, Gloria Vanderbilt, J. C. Penney, Levi Strauss, Saks, Sears, Timberland e Walmart. A metà del 2004 l'impiego in questo settore raggiunse le 50 000 unità, principalmente donne, superando per la prima volta gli impiegati pubblici. Nel 2008 le merci esportate valevano 487 milioni di dollari, principalmente verso gli USA. Dal 2004 l'impiego nel settore è sceso a circa 45 000 unità a causa della competizione internazionale nell'abbigliamento, ed è rimasta la principale fonte di impiego nello stato fino al 2011. Nel 2007 il reddito medio di un impiegato nel settore tessile era di 103 dollari statunitensi al mese, e il salario minimo ufficiale per un lavoratore del settore era di 93 dollari al mese, mentre il reddito lordo pro capite nel 2008 era di 83 dollari al mese. Il settore diede inizio a un grande programma contro l'HIV/AIDS chiamato Apparel Lesotho Alliance to Fight AIDS (ALAFA); si tratta di un programma industriale che fornisce prevenzione contro la malattia e cure per i lavoratori.

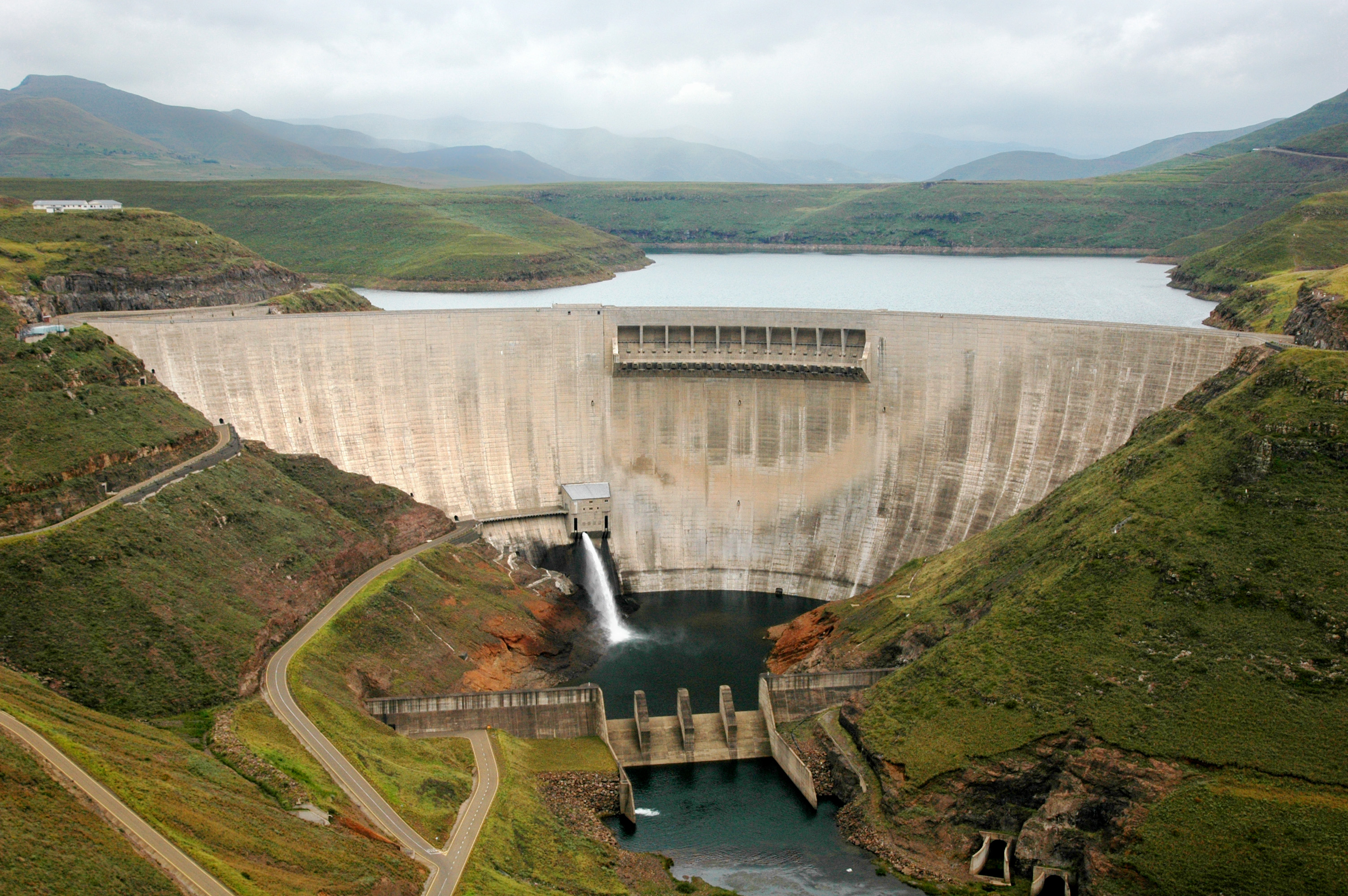
La diga di Katze

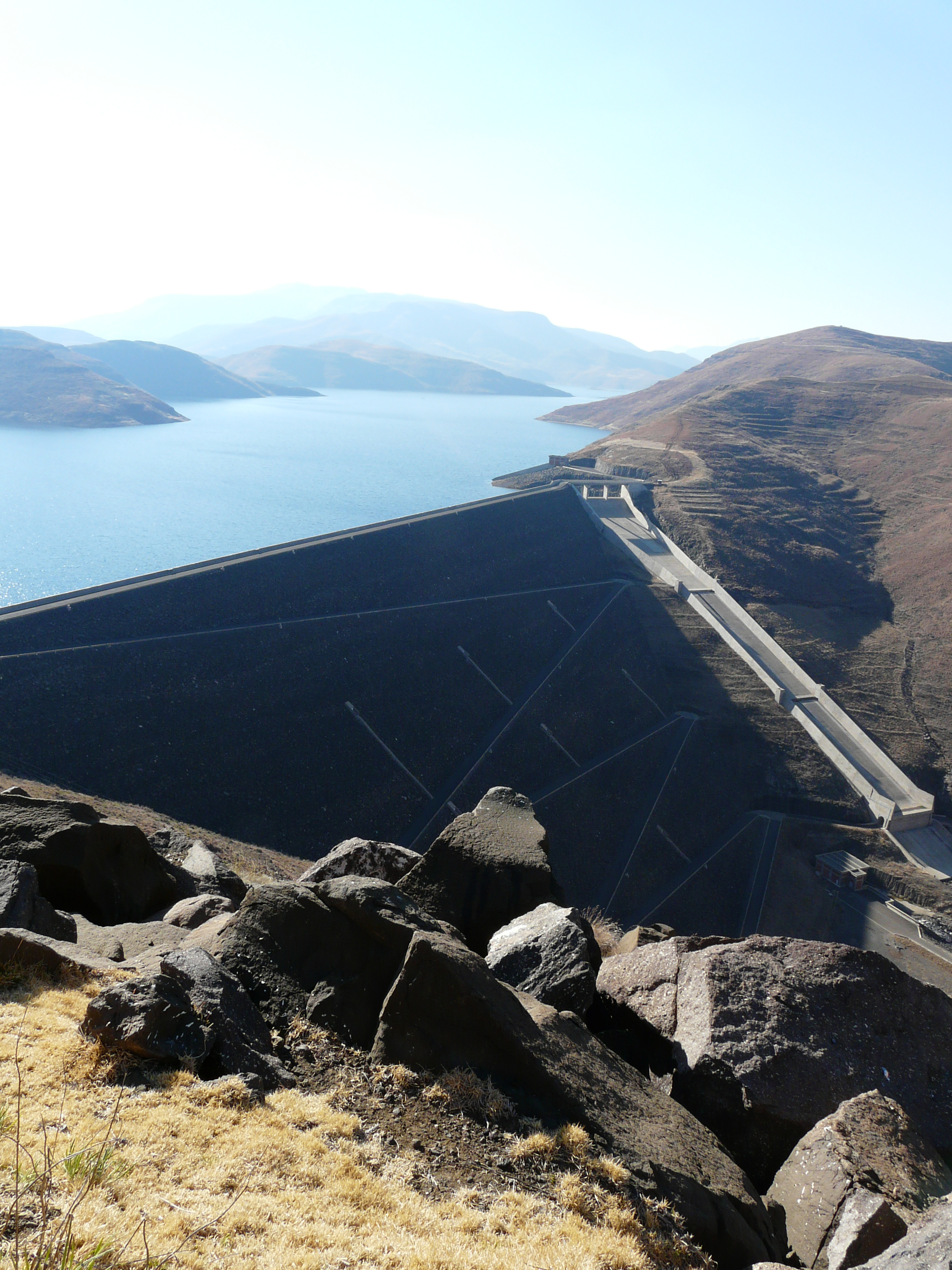
La diga di Mohale

L'acqua e i diamanti sono risorse naturali significative. L'acqua viene utilizzata tramite il programma multi-miliardario Lesotho Highlands Water Project (LHWP), posto sotto l'autorità della Lesotho Highlands Development Authority. Il progetto è partito nel 1986 ed è mirato a raccogliere, immagazzinare e trasferire l'acqua del fiume Orange verso lo Stato libero del Sudafrica e verso l'area di Johannesburg, che presenta una grande concentrazione di industrie, popolazione e agricoltura sudafricane. Il completamento della prima fase del progetto ha reso il Lesotho quasi completamente autosufficiente nella produzione di elettricità, e ha generato circa 70 milioni di dollari dalla vendita di energia elettrica e acqua al Sudafrica. La Banca Mondiale, la Banca africana di sviluppo e la Banca europea per gli investimenti, oltre ad altri donatori bilaterali, hanno finanziato il progetto.
Nelle miniere di Letšeng, Mothae, Liqhobong e Kao vengono prodotti diamanti, e nel 2014 venne prodotto un totale stimato di 240 000 carati, del valore di circa 300 milioni di dollari. La miniera di Letšeng produce diamanti per un valore medio di 2 172 dollari a carato, il che la rende la miniera più ricca del mondo sulla base del prezzo al carato. Il settore andò in sofferenza nel 2008 a causa della recessione globale, ma recuperò nel 2010 e 2011, quando l'esportazione dei diamanti raggiunse i 230 milioni di dollari. Nel 1957 un avventuriero sudafricano, il colonnello Jack Scott, accompagnò un giovane di nome Keith Whitelock alla ricerca di diamanti; scoprirono una miniera di diamanti a 3 100 metri di altitudine, in cima ai monti Maloti nel nord-est del Lesotho, a circa 70 km da Mokhotlong e Letšeng. Nel 1967 venne scoperto da una donna Mosotho un diamante da 601 carati (120,2 grammi), il bruno del Lesotho. Nell'agosto 2006 venne rinvenuto alla miniera Letšeng-la-Terae un diamante bianco da 603 carati (120,6 g), la Promessa del Lesotho e un altro diamante da 478 carati (95,6 g) fu scoperto nello stesso luogo nel 2008.
Il Lesotho si è sviluppato da una economia che in maniera prevalente era orientata alla sussistenza, verso una economia a basso-medio reddito rivolta all'esportazione di risorse naturali e beni manifatturieri. Le esportazioni hanno portato a redditi più alti e sicuri per una porzione significativa della popolazione.
La crisi economica globale, tuttavia, colpì fortemente lo stato; il Lesotho soffrì perdite nel settore tessile a causa del rallentamento dell'economia negli Stati Uniti, una delle principali destinazioni delle esportazioni. Le ridotte estrazioni ed esportazioni dei diamanti, complice anche una riduzione del prezzo delle materie prime, unito al rallentamento dell'economia dell'Africa meridionale, contribuirono anch'esse alla crisi. La riduzione degli invii di denaro dei lavoratori all'estero a causa dell'indebolimento dell'economia africana, la contrazione delle estrazioni e le correlate perdite di posti di lavoro, contribuirono nel 2009 al rallentamento del PIL del Lesotho dello 0,9%.
La valuta ufficiale è il loti (plurale: maloti), ma può essere utilizzato in alternativa con il rand sudafricano. Lesotho, Swaziland, Namibia e Sudafrica costituiscono un'unione monetaria conosciuta come Area monetaria comune (CMA), dove il loti è cambiato alla pari con il rand. Un loti è costituito da cento lisente (singolare: sente).
Il Lesotho è membro dell'Unione doganale dell'Africa meridionale (SACU), in cui non vi sono tariffe sul commercio di beni tra gli stati membri (Botswana, Namibia, Sudafrica e Swaziland). Il Lesotho ha ricevuto aiuti economici da molte fonti, tra cui gli Stati Uniti, la Banca Mondiale, la Repubblica d'Irlanda, il Regno Unito, l'Unione europea e la Germania.

### Trasporti
- Nel 1999 il Lesotho disponeva di una rete stradale di 5 940 km, di cui solamente il 18% era asfaltato.
- Maseru è dotata di un aeroporto internazionale ultimato negli anni 1980.
- Il Lesotho (Maseru) è collegato da una linea ferroviaria con il Sudafrica (Bloemfontein), e quindi con la rete sudafricana.

## Cultura

### Patrimoni dell'umanità
Il Parco Maloti-Drakensberg è, dal 2013, il primo sito del Lesotho iscritto nella Lista dei patrimoni dell'umanità dell'UNESCO.

### Produzione letteraria
Di lingua sotho del sud è lo scrittore del Lesotho Thomas Mofolo, autore di un noto romanzo tradotto in varie lingue tra cui anche in italiano, dal titolo Chaka (1925).

### Musica
Il gruppo musicale Sankomota vengono considerati leggende del Lesotho.

## Cucina
La cucina del Lesotho comprende tradizioni africane e influenze britanniche. Tra i piatti tradizionali del paese vi sono il Motoho, porridge acido a base di sorgo fermentato e il Lipabi a base di arrosto e mais macinato.

## Tradizioni

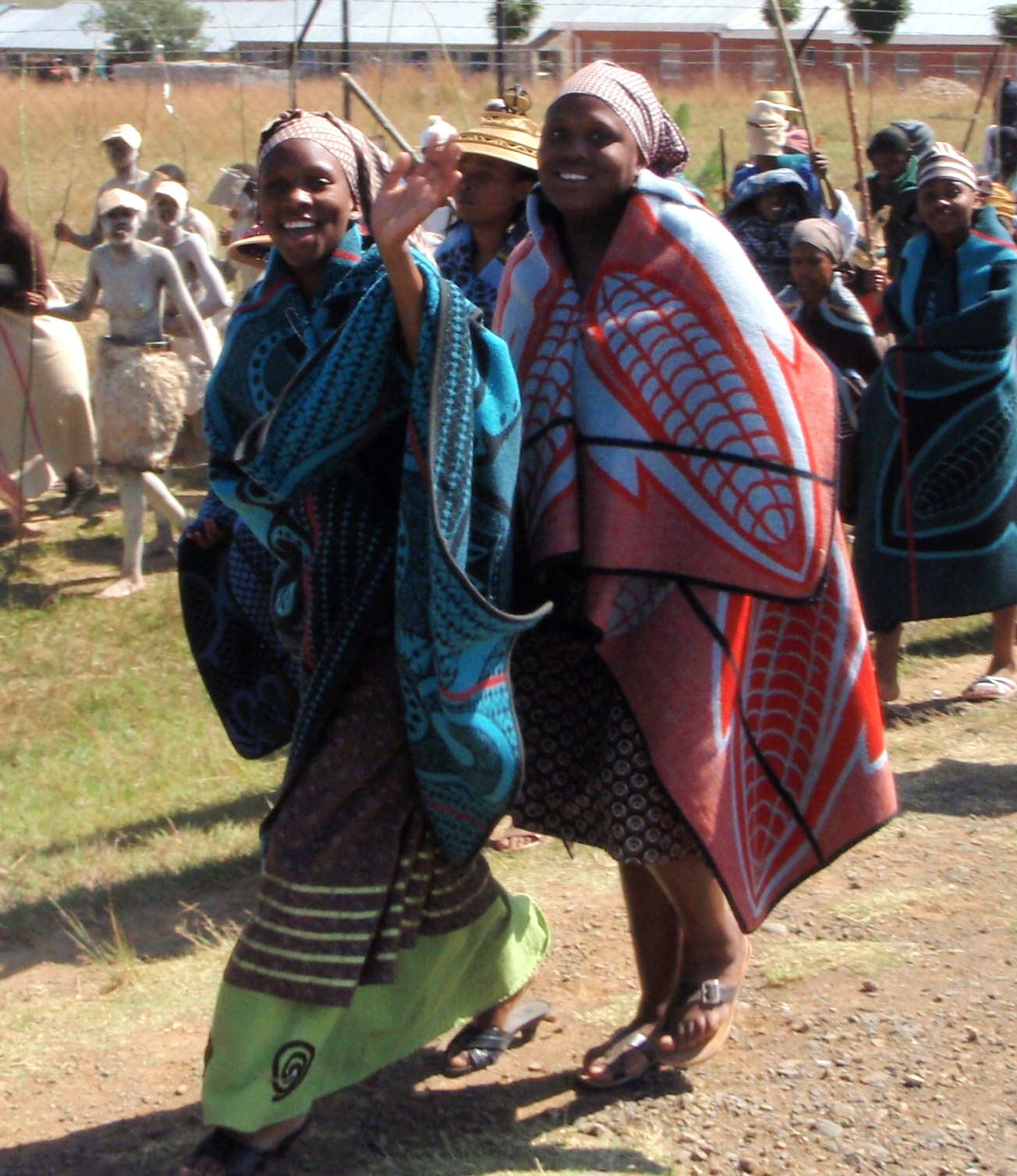
Donne che indossano coperte Basotho

Tra gli strumenti musicali tradizionali vi è il lekolulo, un tipo di flauto utilizzato dai pastori e suonato dagli uomini, e il thomo, uno strumento a corda per le donne.
L'inno nazionale del Lesotho è "Lesotho Fatše La Bo-ntata Rona", che tradotto letteralmente significa "Lesotho, Terra dei nostri Antenati".
L'abitazione locale del Lesotho è chiamata mokhoro; molte case più antiche, specialmente nelle città minori e nei villaggi, sono di questo tipo. Hanno le mura solitamente costruite con grandi pietre tenute insieme dal cemento. Oggi sono utilizzati anche mattoni di fango cotto, ma soprattutto blocchi prefabbricati in cemento. I tetti di paglia sono ancora comuni, anche se spesso sostituiti da lamiere corrugate.
L'abbigliamento tradizionale comprende la coperta Basotho, uno spesso telo di lana; sono comuni in tutto il Paese in tutte le stagioni, e sono indossati differentemente da uomini e donne.
Il Morija Arts & Cultural Festival è un importante festival musicale sesotho; si tiene ogni anno nella storica città di Morija, dove i missionari arrivarono nel 1833.

## Ricorrenza nazionale
- 4 ottobre: letsatsi la boipuso o Independence Day: si celebra l'indipendenza dal Regno Unito, nel 1966

### Altre ricorrenze
- 11 marzo: Moshoeshoe's Day: si commemora la data della morte di re Moshoeshoe I, fondatore del Lesotho,nel 1824

## Sport

### Calcio
La Nazionale di calcio del Lesotho è posta sotto l'egida della Federazione calcistica del Lesotho. Non ha mai preso parte alla fase finale dei Mondiali di calcio e della Coppa d'Africa. I giocatori che compongono la selezione sono soprannominati coccodrilli (likuena). Nel 1934 è nata la federazione nazionale, che si è affiliata alla FIFA nel 1964.

### Atletica leggera
Lerato Sechele, nel salto triplo, vinse la medaglia d'oro, nel 2013, agli Africani juniores, disputatisi a Mauritius.